# جون دوولي
جون دوولي (بالإنجليزية: John Dooley) هو قاضي ومحامي أمريكي، ولد في 10 أبريل 1944.